# پرنسس یانگ کوی فی
پرنسس یانگ کوی فی (به ژاپنی: 楊貴妃, Yōkihi) (به انگلیسی: Princess Yang Kwei Fei) یک فیلم تاریخی در ژانر درام به کارگردانی کنجی میزوگوچی است که در سال ۱۹۵۵ منتشر شد. این اثر، اولین فیلم رنگی میزوگوچی می‌باشد؛ فیلم رنگی دیگر او، قصه‌های جدید تایراکلان است که مدتی بعد در همان سال ساخته شد.

## خلاصه داستان
در قرن هشتم چین، امپراتور (ماسایوکی موری) در سوگ مرگ همسرش است. خانوادهٔ یانگ می‌خواهند از این فرصت استفاده کرده و برای امپراتور همسری جایگزین برگزینند تا بتوانند نفوذ خود را در دربار افزایش دهند. ژنرال آن لوشان (سو یامامورا) به قصد رسیدن به مقام و منصبی مهم در دربار، یکی از دختران خانوادهٔ یانگ (ماچیکو کیو) را در آشپزخانهٔ آن‌ها پیدا می‌کند و او را به‌عنوان همسر جدید به امپراتور معرفی می‌کند. امپراتور به تدریج عاشق او می‌شود و ….